# Julius Glax

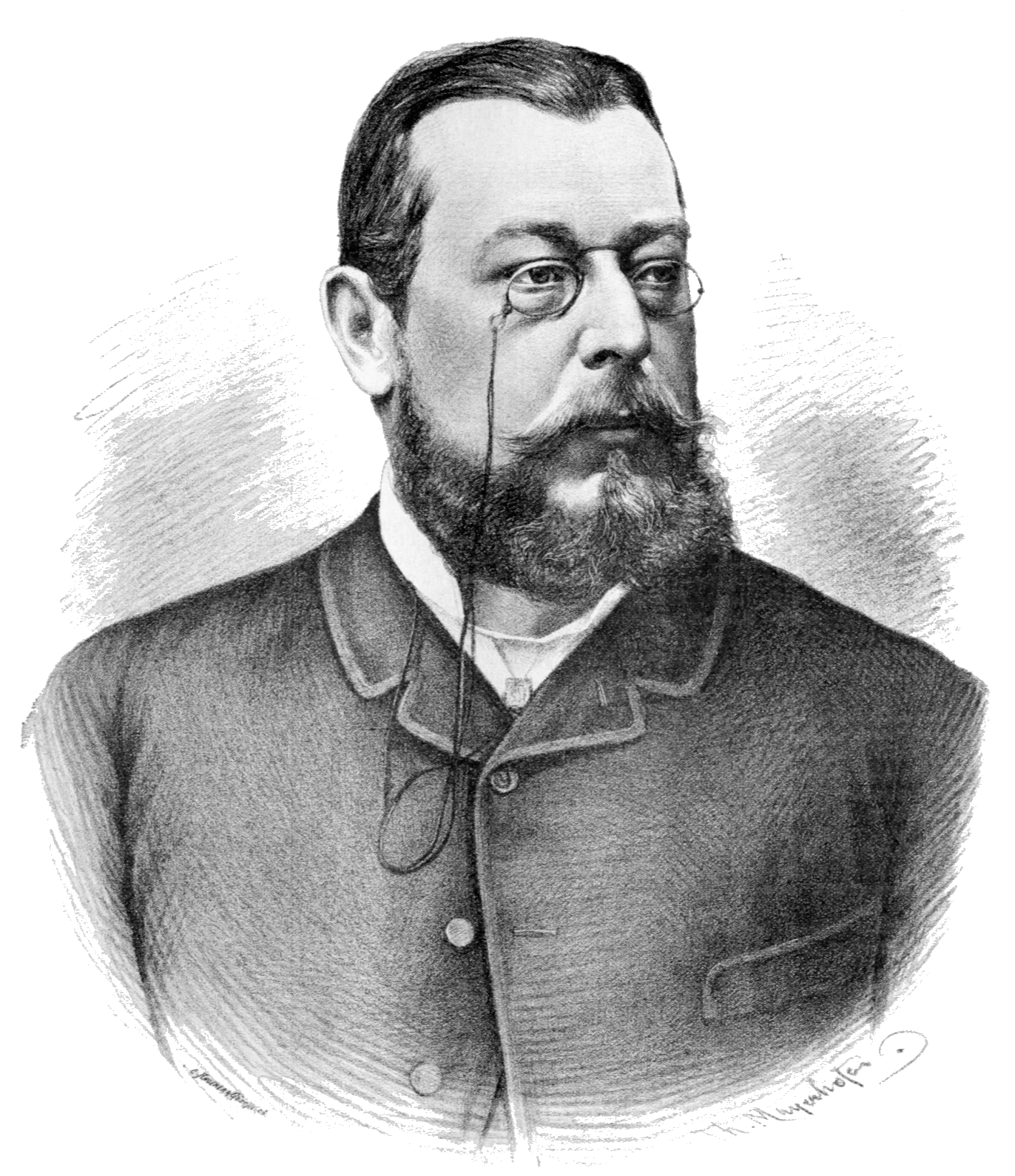
Julius Glax (1887)

Julius Glax (* 11. März 1846 in Wien; † 9. August 1922 in Opatija) war ein österreichischer Arzt.

## Leben
Julius Glax studierte Medizin an der Universität Innsbruck, der Universität Graz und der Universität Wien. Während des Studiums wurde er in drei Corps aktiv, nämlich bei Teutonia Graz (1864), Corps Athesia Innsbruck (1865) und Saxonia Wien (1868). Nach dem Studium war er zunächst Assistent an der Universität Graz bei Alexander Rollett. Er habilitierte sich 1876 im Fach Innere Medizin und war von 1880 bis 1886 Professor für Hydrotherapie und Balneotherapie in Graz. Zugleich war er 1875 bis 1887 Badearzt in Rohitsch-Sauerbrunn (Steiermark). Er gab 1886 seine Lehrtätigkeit an der Universität auf und ließ sich als Arzt in Opatija nieder.
Julius Glax war mit Hermine, geb. Geržabek, verheiratet. Sie hatten drei Töchter, darunter die Grafikerin Stephanie Glax.

## Ehrungen
- Orden der Krone von Rumänien
- Wasaorden
- Hofrat

## Werke
- Lehrbuch der Balneotherapie, 2 Bände, Stuttgart 1897 und 99 (das Werk wurde auch in die russische und französische Sprache übersetzt)
- Über die Neurosen des Magens, in: Klinische Zeit- u. Streitfragen I, 6, Wien 1887
- Über Wasserretention im Fieber, in: Festschrift für A. Rollett, Jena 1893